# Nomos (Carl Schmitt)

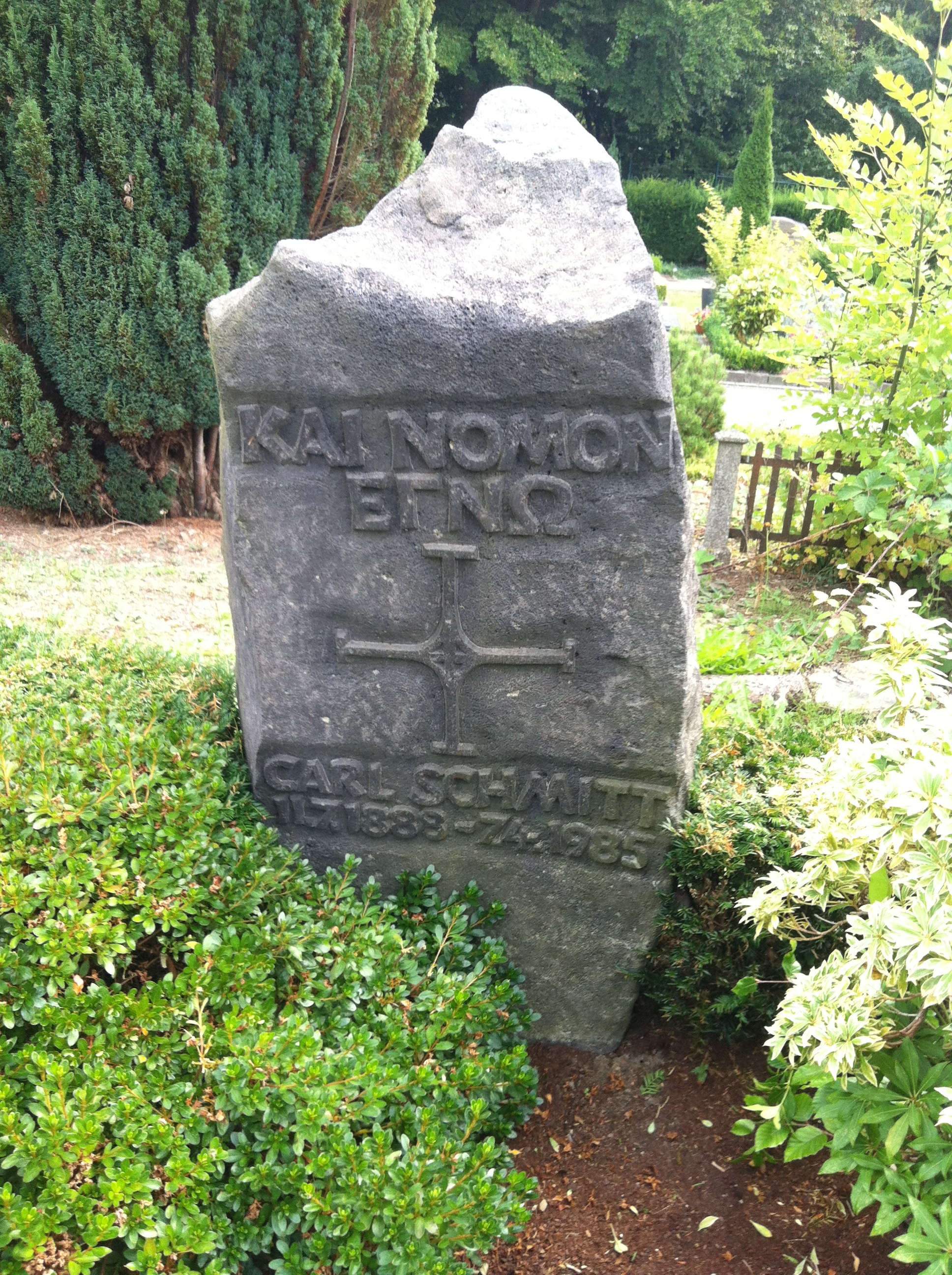
Grabstein Carl Schmitts mit der Aufschrift KAI NOMON EGNO (griech. in etwa: „Auch den Nomos hat er erkannt.“)

Nomos ist ein in der Philosophie Carl Schmitts im Sinn einer „Raumordnung“ gebrauchter Begriff. Schmitt beschreibt den Nomos als „Einheit von Ortung und Ordnung“. In seinem Spätwerk im Kontext völkerrechtlicher Überlegungen hat er eine herausragende Bedeutung („Der Nomos der Erde im Völkerrecht des Jus Publicum Europaeum“, 1950).

## Herkunft
Das Wort Nomos hat zwei Grundbedeutungen, die beide aus dem Altgriechischen stammen:
- Νομός, Nomós (Betonung auf der zweiten Silbe) im räumlichen Sinn von „Bezirk“ und
- Νόμος, Nómos (Betonung auf der ersten Silbe) im rechtlichen Sinn von „Gesetz“.

Der räumliche Sinn ist dabei der ältere:
Das griechische Wort für die erste, alle folgenden Maßstäbe begründende Messung, für die erste Landnahme als die erste Raumteilung und -Einteilung, für die Ur-Teilung und Ur-Verteilung ist: Nomos.
Die ursprüngliche Bedeutung ist „Wohnstätte“, „Gau“, „Weideplatz“ (siehe auch Artikel Nomade). Das griechische Wort „Nemos“ ist von derselben Wurzel abgeleitet und kann als „Wald“, „Hain“, „Forst“ kultische Bedeutung haben.

## Begriff bei Schmitt
Dieser Nomos ist für Schmitt Quelle und Grundlage jeder Rechtsordnung.
„So ist die Landnahme für uns nach Aussen (gegenüber anderen Völkern) und nach Innen (für die Boden- und Eigentumsordnung innerhalb eines Landes) der Ur-Typus eines konstituierenden Rechtsvorganges.“
Dies gilt für ihn auch, wenn das Land „dem bisherigen, anerkannten Besitzer und Gebieter weggenommen“ wird, wobei dies ein schwierigeres „rechtliches Problem“ bedeutet als der „Erwerb bisher freien, herrenlosen Bodens“. Diese Sichtweise wird bei ihm im Zusammenhang mit der Inbesitznahme der „Neuen Welt“ durch europäische Völker relevant. Dabei postuliert er das Recht eines auf einer höheren Kulturstufe stehenden Volkes auf die Annexion von Gebieten mit auf niedrigerer Kulturstufe stehenden Einwohnern und formuliert als erste völkerrechtliche Frage:
„[…] ob die Länder nicht-christlicher, nicht-europäischer Völker und Fürsten „frei“ und herrenlos sind, ob die nicht-europäischen Völker auf einer so niedrigen Stufe der Organisation stehen, dass sie Objekte der Organisierung durch höherstufige Völker werden.“
Konsequenterweise führt Schmitt daher in Bezug auf die Landnahme kolonialen Bodens aus:
„Ein ganz anderes Problem als die Landnahme, die in der Form des Wechsels des staatlichen Imperiums über ein Staatsgebiet bei gleichzeitiger Wahrung der privatrechtlichen Eigentums- und Wirtschaftsordnung in Europa vor sich ging, war die Landnahme freien kolonialen Bodens außerhalb Europas. Dieser Boden war frei okkupierbar, soweit er noch nicht einem Staat im Sinne des europäischen zwischenstaatlichen Binnenrechts gehörte. Bei völlig unzivilisierten Völkern war die Macht der eingeborenen Häuptlinge kein Imperium, die Nutzung des Bodens durch die Eingeborenen kein Eigentum. […] Hier brauchte der landnehmende Staat hinsichtlich der Rechte am Boden, die er innerhalb des erworbenen Landes vorfand, keine Rücksichten zu nehmen, soweit es sich nicht etwa um Privateigentum von Staatsangehörigen zivilisierter Staaten handelte, die Mitglieder der Ordnung des zwischenstaatlichen Völkerrechts waren. Ob die Beziehungen der Eingeborenen zum Boden, in Ackerbau, Weide oder Jagd, wie sie der landnehmende Staat vorfand, als Eigentum anzusehen waren oder nicht, war eine Frage für sich und unterlag ausschließlich der Entscheidung des landnehmenden Staates. Völkerrechtliche Rücksichten zugunsten der Bodenrechte der Eingeborenen, […], gibt es auf kolonialem Boden zugunsten der Eingeborenen nicht.
Der landnehmende Staat kann das genommene koloniale Land hinsichtlich des Privateigentums […] als herrenlos behandeln“ (Hervorhebung von Schmitt)
Der ansonsten geltende Rechtsgrundsatz, dass das Recht des Tatortes zur Tatzeit gelte, wurde also für den kolonialen Boden nicht angewandt.
Seit dem Westfälischen Frieden 1648 wurden nach Carl Schmitt die europäischen Staaten als „moralische Personen“ (im Sinne von „juristische Personen“) betrachtet, die unter Naturrecht gleichberechtigt souverän koexistieren. Dadurch sei ein nicht mehr diskriminierender (das heißt, nicht zwischen Angreifer und Verteidiger unterscheidender) Kriegsbegriff möglich geworden, der die kriegführenden Staaten völkerrechtlich gleichberechtigt betrachtete und die Trennung der Begriffe „Feind“ und „Verbrecher“ ermöglichte. Dadurch sei auch eine „Hegung des Krieges“ möglich geworden. Nach dem Wegfall der durch den Westfälischen Frieden konstituierten Ordnung stelle sich die Frage nach einem „neuen Nomos der Erde“.